# Ringa Ropo-Junnila
Ringa Virpi-Helena Ropo-Junnila (* 16. Februar 1966 in Kangasniemi als Ringa Ropo) ist eine ehemalige finnische Leichtathletin, die sich auf den Weitsprung spezialisiert hat und auch im Hochsprung an den Start ging. Ihre Tochter Ella Junnila ist ebenfalls als Leichtathletin aktiv.

## Sportliche Laufbahn
Erste internationale Erfahrungen sammelte Ringa Ropo-Junnila im Jahr 1983, als sie bei den Junioreneuropameisterschaften in Schwechat mit übersprungenen 1,80 m den zehnten Platz im Hochsprung belegte. 1987 gelangte sie bei den Halleneuropameisterschaften in Liévin mit 1,86 m auf den zwölften Platz im Hochsprung und im September schied sie bei den Weltmeisterschaften in Rom mit 6,55 m in der Weitsprungqualifikation aus. Im Jahr darauf belegte sie bei den Halleneuropameisterschaften in Budapest mit 6,54 m den sechsten Platz im Weitsprung und 1989 gewann sie bei den Halleneuropameisterschaften in Den Haag mit 6,62 m die Bronzemedaille hinter den Sowjetbürgerinnen Galina Tschistjakowa und Iolanda Tschen. Kurz darauf gelangte sie bei den Hallenweltmeisterschaften in Budapest mit 6,69 m auf Rang vier. 1990 belegte sie bei den Europameisterschaften in Split mit 6,76 m den achten Platz und im Jahr darauf gelangte sie bei den Hallenweltmeisterschaften in Sevilla mit 6,32 m auf Rang zwölf. Im August wurde sie dann bei den Freiluft-Weltmeisterschaften in Tokio mit 6,63 m im Finale Neunte. 1992 nahm sie an den Olympischen Sommerspielen in Barcelona teil und schied dort mit 6,52 m in der Qualifikationsrunde aus. 1994 beendete sie dann ihre aktive sportliche Karriere im Alter von 28 Jahren.
1987 wurde Ropo-Junnila finnische Meisterin im Hochsprung sowie von 1986 bis 1992 und 1994 im Weitsprung.

## Persönliche Bestleistungen
- Hochsprung: 1,85 m, 22. Februar 1987 in Liévin
- Weitsprung: 6,85 m (+0,8 m/s), 11. August 1990 in Lahti (finnischer Rekord)